# گوگل درایو
گوگل‌درایو (به انگلیسی: Google Drive) یک سرویس میزبانی فایل است که توسط گوگل ارائه می‌شود. در این سرویس کاربر می‌تواند اطلاعات خود را در ابر قرار دهد، آنها را به اشتراک بگذارد، و اسناد خود را نیز ویرایش کند. این سرویس از ۲۴ آوریل ۲۰۱۲ (۵ اردیبهشت ۱۳۹۱) در دسترس قرارگرفت.
این سرویس شامل افزوده‌های گوگل داکس، گوگل شیت و گوگل اسلاید به همراه سری برنامه‌های اداری است که به کاربر توانایی ویرایش انواع فایل‌های سرور (های ابری) گوگل را، از جمله اسناد کتبی، صفحه‌گسترده‌ها، اسلایدها، نقاشی‌ها و غیره می‌دهد. از جمله ویژگی‌های گوگل درایو سینک (هماهنگ) بودن آن با سرویس‌های دیگر از جمله:
- گوگل پلاس
- گوگل مپس
- کلاس روم
- پیکاسو
- گوگل داکس
- گوگل فوتوز
- بلاگر

و دیگر سرویس‌های گوگل است.
همچنین این سرویس به هر کاربر ۱۵ گیگابایت حافظه اولیه می‌دهد و کاربر در صورت نیاز بیشتر می‌تواند با پرداخت مبلغی به صورت ماهیانه، ظرفیت‌های بالاتری را گوگل درایو داشته باشد.
تا ژوئیه ۲۰۱۸ این سرویس یک میلیارد کاربر فعال داشت و تا ۲۰۱۵ سپتامبر یک میلیون کاربر سازمانی فعال و تا ماه مه ۲۰۱۷ دو تریلیون فایل در این سرویس ذخیره شده بود.
همچنین از ویژگی‌های مهم گوگل درایو نیز می‌توان به آنتی‌ویروس آنلاین سرورها اشاره نمود که به محض آپلود یا دانلود ابتدا فایل مورد نظر توسط سرورها اسکن می‌شوند و چنانچه به عنوان ویروس تشخیص داده شوند فایل مورد نظر دانلود یا اپلود نخواهد شد.

## پلتفرم‌ها
گوگل درایو در ۲۴ آوریل ۲۰۱۲ با برنامه‌های موجود برای سیستم‌عامل‌های ویندوز، مک و اندروید و همچنین رابط وب سایت در دسترس قرار گرفت. برنامه آی او اس آن بعداً در ژوئن ۲۰۱۲ منتشر شد.

## برنامه‌های رایانه‌ای
گوگل‌درایو برای رایانه‌های شخصی که ویندوز ۷ یا بالاتر دارند، و مک‌هایی که سیستم‌عامل نسخه ۱۰٫۷ مک‌اواس یا نسخه‌های بعدی آن را اجرا می‌کنند، در دسترس است. گوگل در آوریل ۲۰۱۲ اعلام کرد که کار بر روی نرم‌افزار لینوکس در حال انجام است، اما از نوامبر ۲۰۱۳ هیچ خبری در این مورد نبود. در آوریل ۲۰۱۲، معاون رئیس ارشد آن زمان گوگل، ساندر پیچای گفت که گوگل‌درایو  کاملاً با نسخه ۲۰ سیستم عامل Chrome کاملاً یکپارچه است. در اکتبر سال ۲۰۱۶، گوگل اعلام کرد که پشتیبانی از نسخه‌های نرم‌افزار رایانه را که قدیمی‌تر از ۱ سال است، کاهش می‌دهد. در ژوئن سال ۲۰۱۷، گوگل اعلام کرد که یک برنامه جدید به نام Backup و Sync می‌تواند جایگزین برنامه‌های دسکتاپ مجزا گوگل‌درایو و گوگل فتو شود و یک برنامه یکپارچه را در سیستم عامل‌های دسکتاپ ایجاد کند. در ابتدا ۲۸ ژوئن در نظر گرفته شده بود، ولی انتشار آن تا ۱۲ ژوئیه به تعویق افتاد. در سپتامبر سال ۲۰۱۷، گوگل اعلام کرد که برنامه دسکتاپ گوگل‌درایو را در مارس ۲۰۱۸ قطع و پشتیبانی را در دسامبر ۲۰۱۷ پایان می‌دهد.

## تهیه نسخه پشتیبان و همگام سازی
در ژوئیه سال ۲۰۱۷، گوگل نرم‌افزار جدید بارگیری خود به نام Backup و Sync را اعلام کرد. این برنامه عمدتاً برای جایگزینی برنامه گوگل درایو دسک تاپ که متوقف شده بود، انجام شد. عملکرد اصلی آن این است که کاربر بتواند پوشه‌های خاصی را تنظیم کند تا مرتباً بر روی درایو حساب Google خود همگام شود. پوشه‌ها و پرونده‌های همگام شده در برابر سهمیه مشترک بین Gmail , Google Photos و Google Drive حساب می‌شوند.

## اپلیکیشن موبایل
گوگل‌درایو برای تلفن‌های هوشمند اندروید و رایانه‌های لوحی در دسترس است که دارای اندروید نسخه ۴٫۱ "Jelly Bean" یا بالاتر، و آیفون‌ها و آی‌پدهای آی‌اواس ۸ یا بالاتر هستند.
در اوت سال ۲۰۱۶، گوگل درایو با پشتیبانی از دستگاه‌های اندروید که دارای اندروید ۴٫۰ یا نسخه‌های قدیمی‌تر بودند، پایان داد و با استناد به خط مشی بروزرسانی برنامه تلفن همراه گوگل، که می‌گوید: «برای دستگاه‌های اندروید، ما بروزرسانی‌های فعلی و ۲ مورد قبلی را ارائه می‌دهیم.» مطابق این خط مشی، برنامه برای دستگاه‌های دارای نسخه‌های قدیمی‌تر اندرویدی کار می‌کند، اما هرگونه بروزرسانی برنامه بر اساس بهترین تلاش ارائه می‌شود. در این سیاست همچنین اعلام شده است که برای هر پایان نسخه‌ای اعلامیه‌ای ارائه خواهد شد.

## رابط وبسایت
گوگل درایو دارای وب سایتی است که به کاربران امکان می‌دهد بدون نیاز به دانلود و نصب یک برنامه، فایل‌های خود را از هر رایانه متصل به اینترنت مشاهده کنند.
به این وب سایت در سال ۲۰۱۴ یکسری تغییرات ظاهری داده شده که باعث شده ظاهری کاملاً جدید پیدا کند و عملکرد آن بهبود یابد. همچنین برخی از کارهای متداول، مانند کلیک کردن فقط یکبار بر روی یک پرونده برای مشاهده فعالیت‌های اخیر یا به اشتراک گذاری پرونده، ساده شده است و قابلیت کشیدن و رها کردن را نیز به آن اضافه شده تا کاربران بتوانند به سادگی فایل‌های انتخاب شده را به پوشه‌ها بکشند، و بتوانند سازماندهی بهتری داشته باشند.
بروزرسانی جدید در اوت ۲۰۱۶ چندین عنصر بصری وب سایت را تغییر داد. لوگو به روز شد، طراحی جعبه جستجو تغییر کرد و رنگ اصلی از قرمز به آبی تغییر یافت. این نرم‌افزار همچنین قابلیت بارگیری فایل‌ها به صورت محلی از وب سایت را بهبود بخشیده است. کاربران هم‌اکنون می‌توانند فایل‌های حجیمی که در گوگل درایو دارند را در چندین پرونده با ساختار نامگذاری بهبود یافته بارگیری کنند.

## حافظه

### ذخیره‌سازی حساب شخصی کاربر
گوگل به هر کاربر ۱۵ گیگابایت فضای ذخیره رایگان می‌دهد، هرچند که پرونده‌های گوگل وان، گوگل داک، گوگل شیت و گوگل اسلایدر فضای زیادی را نخواهند گرفت. این فضای ذخیره‌سازی ابری همچنین با جیمیل و گوگل فتو به اشتراک گذاشته شده است. تعداد نامحدود عکس با حداکثر ۱۶ مگاپیکسل و فیلم با حداکثر رزولوشن ۱۰۸۰p با استفاده از تنظیمات «کیفیت عالی» در گوگل فتو به‌صورت رایگان ذخیره می‌شوند. با استفاده از تنظیمات «کیفیت اصلی» از سهمیه گوگل درایو استفاده می‌شود.
کاربران می‌توانند با پرداخت ماهانه یا سالانه، فضای اضافی خریداری کنند. گزینه پرداخت سالانه در دسامبر سال ۲۰۱۶ معرفی شد و محدود به ۱۰۰ گیگ، ۲۰۰ گیگ یا ۲ برنامه ذخیره‌سازی سل است. علاوه بر این، پرداخت‌های سالانه تخفیف ارائه می‌دهد. در ماه مه سال ۲۰۱۸، گوگل اعلام کرد که برنامه‌های ذخیره‌سازی (از جمله برنامه ۱۵ گیگابایتی رایگان) به گوگل وان منتقل می‌شود.

### تبلیغات Chromebook
کاربران Chromebook می‌توانند ۱۰۰ گیگابایت فضای ذخیره‌سازی گوگل درایو را به مدت ۲ سال به‌طور رایگان دریافت کنند البته تا زمانی که این تبلیغ در مدت ۱۸۰ روز پس از خرید اولیه دستگاه Chromebook فعال شود. [۳۳] این ابزار ذخیره‌سازی گوگل در همه کشورهایی که گوگل درایو در دسترس باشد، در دسترس است. هر دستگاهی فقط یک بار می‌توان از این قابلیت استفاده کند. دستگاه‌های استفاده شده، جعبه باز و بازسازی شده واجد شرایط پیشنهاد نیستند.

### حافظه ذخیره‌سازی G Suite
گوگل از ۳۰ گیگابایت حافظه درایو برای همه مشتریان G Suite Basic و ذخیره نامحدود برای افرادی که از G Suite Business یا G Suite for Education استفاده می‌کنند، ارائه می‌کند، مادامی که حداقل ۵ عضو داشته باشد. انجمن‌هایی که کمتر از ۵ عضو دارند، از هر کاربر ۱ ترابات دریافت می‌کنند.

## امکانات

### اشتراک گذاری
گوگل درایو سیستمی برای به اشتراک گذاری فایل‌ها در اختیار دارد که به‌طور پیش فرض ایجاد کننده آن فایل، مالک آن است. مالک می‌تواند دید عمومی پرونده یا پوشه را تنظیم کند. مالکیت قابل انتقال دارد. با استفاده از آدرس‌های ایمیل @ gmail.com، فایل‌ها یا پوشه‌ها به صورت خصوصی با کاربران خاص که دارای یک حساب گوگل هستند، به اشتراک گذاشته می‌شوند. به اشتراک گذاشتن فایل‌ها با کاربرانی که فاقد حساب گوگل هستند، نیاز به دسترسی آنها به «همه افراد با پیوند» را دارد. این یک URL مخفی برای پرونده ایجاد می‌کند، که ممکن است از طریق ایمیل یا پیام‌های خصوصی به اشتراک گذاشته شود. همچنین می‌توان فایل‌ها و پوشه‌ها را «در وب» عمومی کرد، به این معنی که می‌توان آنها را توسط موتورهای جستجوگر فهرست بندی کرد و از این طریق توسط هر کسی قابل یافت و دسترسی است. همچنین مالک می‌تواند یک سطح دسترسی برای تنظیم مجوزها تعیین کند. سه سطح دسترسی ارائه شده عبارتند از: «می‌توانید ویرایش کنید»، «می‌توانید اظهار نظر کنید» و «می‌توانید مشاهده کنید». کاربران با دسترسی ویرایش می‌توانند دیگران را برای ویرایش دعوت کنند.

### برنامه‌های شخص سوم
برنامه‌های شخص سوم که به Third-party apps معروفند تعدادی از برنامه‌های وب خارجی هستند که با گوگل درایو کار می‌کنند و از فروشگاه وب کروم قابل دسترس هستند. برای افزودن برنامه، کاربران باید وارد سیستم فروشگاه وب کروم شوند، این برنامه‌ها با همه مرورگرهای وب پشتیبانی شده سازگار هستند. برخی از این برنامه‌ها شخص سوم یا شخص ثالث هستند، مانند گوگل داک، شیت و اسلایدر.
برنامه‌های درایو بر روی فایل‌های آنلاین کار می‌کنند و می‌توان از آنها برای مشاهده، ویرایش و ایجاد فایل‌ها در قالب‌های مختلف، ویرایش تصاویر و فیلم‌ها، فکس و امضای اسناد، مدیریت پروژه‌ها، ایجاد نمودارهای جریان و غیره استفاده کرد. برخی از این برنامه‌ها همچنین در گوگل کروم و سیستم عامل کروم به صورت آفلاین کار می‌کنند.
همه برنامه‌های شخص سوم قابل نصب هستند. با این حال، برخی از آنها هزینه‌های مرتبط با ادامه استفاده یا دسترسی به ویژگی‌های اضافی دارند. ذخیره داده‌ها از برنامه شخص ثالث در گوگل درایو اولین بار به مجوز احتیاج دارد.
در مارس ۲۰۱۳، گوگل یک API را برای گوگل درایو منتشر کرد که به توسعه دهندگان برنامه‌های شخص سوم این امکان را می‌دهد تا برنامه‌های مشترکی را ایجاد کنند که از ویرایش در زمان واقعی پشتیبانی می‌کنند.

## ذخیره‌سازی در کامپیوترهای سمت کاربر
گوگل‌داریو، فایل‌های شما را با سرورهای کلود (ابری) خود در میان می‌گذارد و از هر کامپیوتری می‌توانید این فایل‌ها را دریافت نمایید (بدون نیاز به جابه‌جایی فیزیکی). البته باید بر روی سیستم برنامه گوگل‌درایو کلاینت نصب شده باشد. این برنامه به سرور ابری گوگل متصل شده و فایل‌های شما را به آن کامپیوتر منتقل می‌کند.
سیستم‌عامل‌های کنونی که گوگل درایو آن‌ها را حمایت می‌کند عبارتند از:
- مایکروسافت ویندوز ۱۰
- مایکروسافت ویندوز ۸
- مایکروسافت ویندوز ۷
- مایکروسافت ویندوز Vista
- مایکروسافت ویندوز XP
- اپل Mac OS
- اپل IOS
- گوگل اندروید

همچنین افزونه گوگل‌درایو برای مرورگر کروم نیز طراحی و ساخته شده است.

## فایل‌های پشتیبانی شده
فرمت‌های بومی (Docs, Sheets, Slides, Forms, Drawings)
فایل‌های عکس (JPEG, .PNG, .GIF .TIFF, .BMP, WEBP)
فایل‌های تصویری (, .MPEG4, .3GPP, .MOV, .AVI, .MPEGPS, .WMV, .FLV, .OGG)
فایل‌های صوتی (MP3, MPEG, WAV, .ogg)
فایل‌های متنی (.TXT)
سورس کدها (.CSS, .HTML, .PHP, .C, .CPP, .H, .HPP, .JS)
مایکروسافت ورد (.DOC and .DOCX)
اکسل (.XLS and .XLSX)
پاورپوینت (.PPT and .PPTX)
قالب سند قابل حمل ادوبی (.PDF)
صفحات اپل (.PAGES)
ادوبی ایلوستریتور (.AI)
ادوبی فوتوشاپ (.PSD)
فایل‌های اتوکد (.DXF)
عکس گرافیکی (.SVG)
پست اسکریپت (.EPS, .PS)
فونت (.TTF)
فایل جانبی مشخصات (.XPS)
فایل‌های فشرده سازی شده (.ZIP, .RAR, tar, gzip)
.MTS files

## نویسه‌خوان نوری
در تاریخ ۱۶ اردیبهشت ۱۳۹۴ گوگل اعلام کرد نویسه‌خوان نوری برای ۲۰۰ زبان (از جمله فارسی) در گوگل درایو قابل دسترس است که به کمک آن می‌توان تصویر اسکن شده را به متن تایپی تبدیل کند.